# Mont-Vully
Mont-Vully is een gemeente in het district See dat behoort tot het Kanton Fribourg. Mont-Vully heeft 3.556 inwoners in 2016.

## Geschiedenis
Mont-Vully ontstond op 1 januari 2016 uit de gemeenten Bas-Vully en Haut-Vully. De gemeente zetelt in het gebouw van de voormalige gemeente Haut-Vully.

## Geografie
Mont-Vully heeft een oppervlakte van 17,53 km² en grenst aan de gemeenten Cudrefin (VD), Faoug (VD), Greng, Ins (BE), Meyriez, Murten en Vully-les-Lacs (VD).
De gemeente ligt in het Zwitserse merengebied. En ligt aan de voet van de gelijknamige heuvel Mont Vully.

### Plaatsen
De gemeente telt de volgende plaatsen:
- Nant
- Môtier
- Praz
- Sugiez

## Galerij

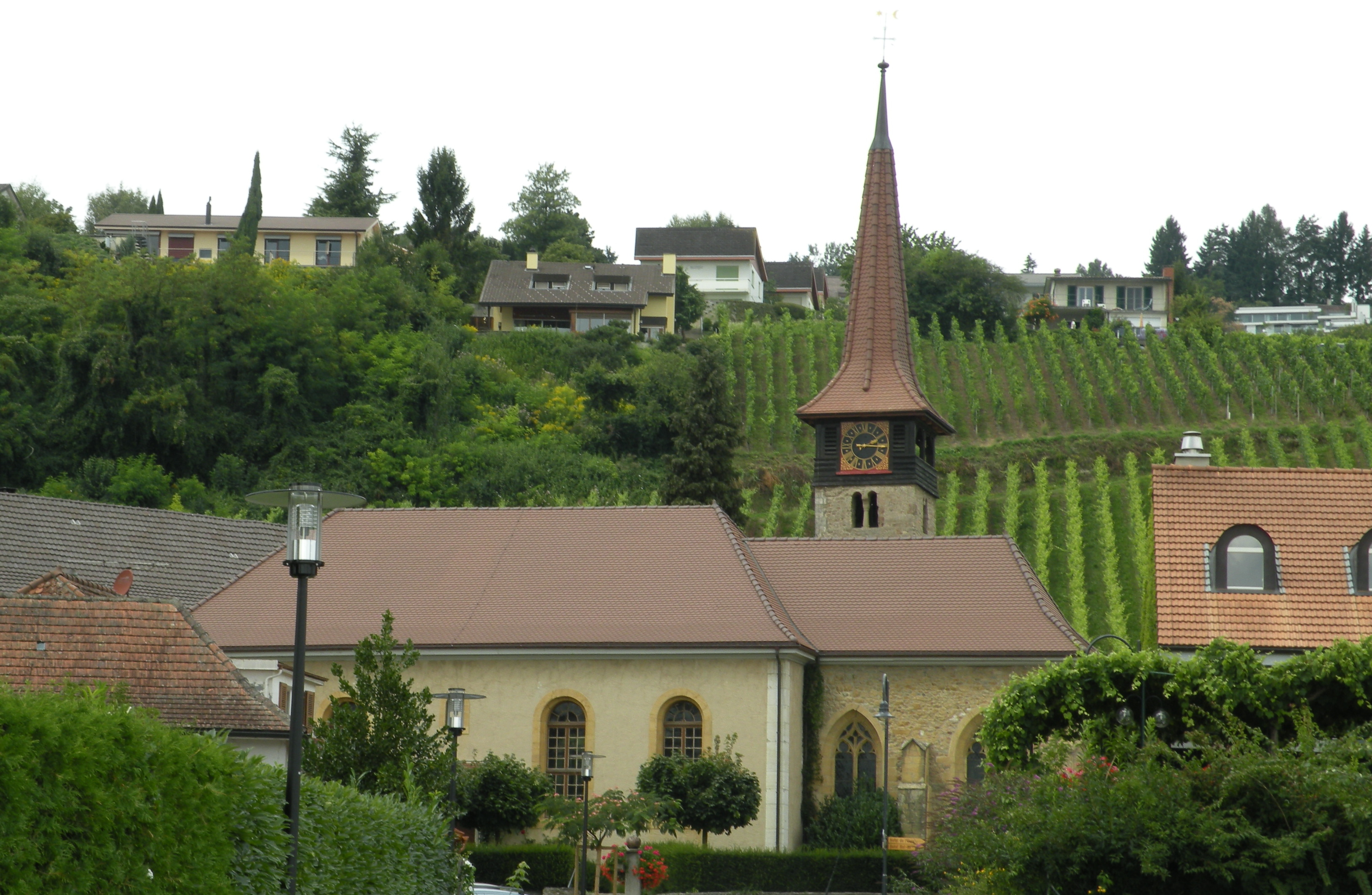
Môtier
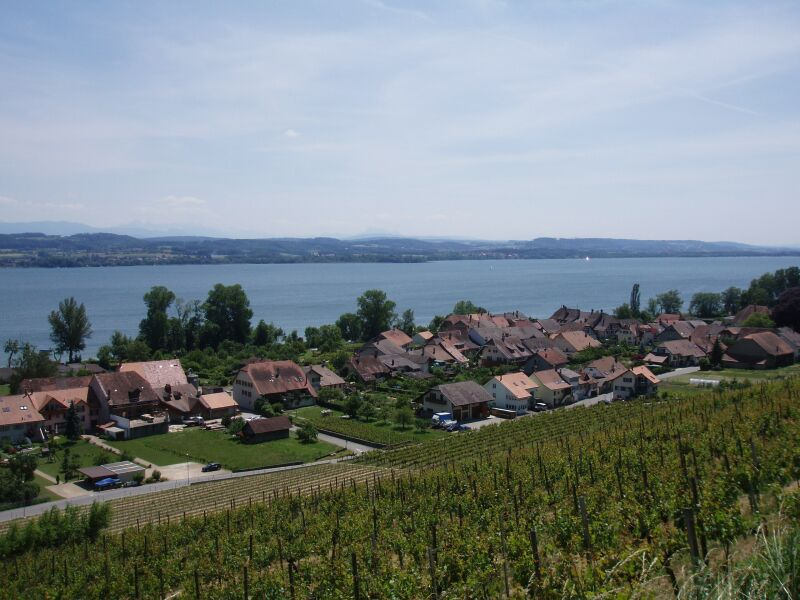
Praz
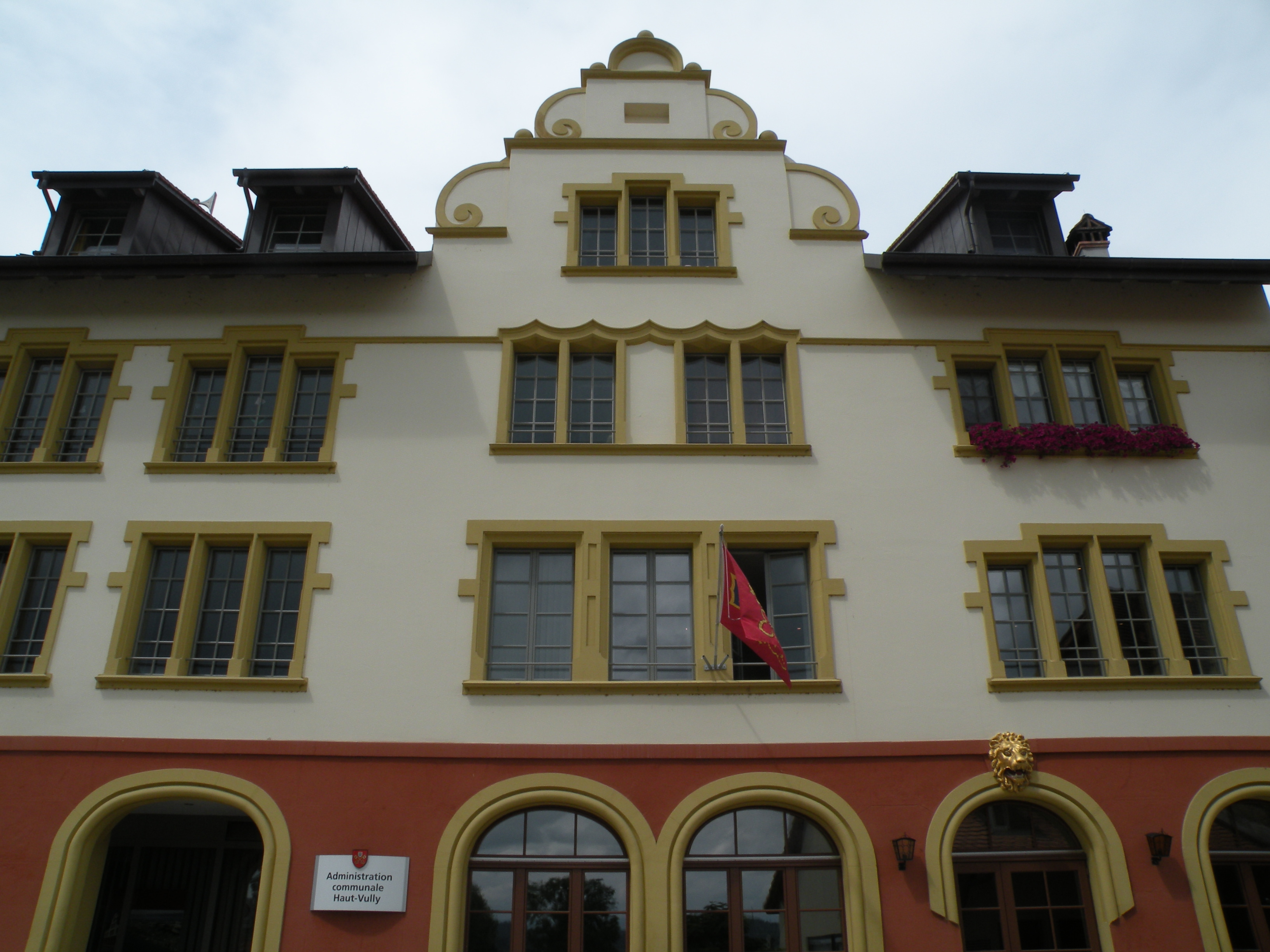
Het gemeentehuis van Mont-Vully